# 10 Draconis
Cet article concerne l'étoile i Draconis. Elle ne doit pas être confondue avec ι (Iota) Draconis.
Désignations
10 Draconis (en abrégé 10 Dra) est une étoile variable de cinquième magnitude de la constellation boréale du Dragon. C'est une géante rouge située à environ 370 années-lumière de la Terre.

## Nomenclature
i Draconis est la désignation de Bayer de l'étoile. Située non loin de la limite avec la constellation de la Grande Ourse, John Flamsteed lui a attribué une double désignation de 10 Draconis et de 87 Ursae Majoris, mais la seconde est tombée en désuétude lorsque les limites des constellations ont été formellement définies en 1930. L'étoile porte également la désignation d'étoile variable de CU Draconis.

## Environnement stellaire
10 Draconis présente une parallaxe annuelle de 8,78 ± 0,20 mas mesurée par le satellite Hipparcos, ce qui permet d'en déduire qu'elle est distante de 114 ± 3 pc (∼372 al) de la Terre. Elle se rapproche du Système solaire à une vitesse radiale héliocentrique de −12 km/s, et il est prévu qu'elle se rapproche jusqu'à une distance minimale d'environ 25,82 pc (∼84,2 al) dans environ 8,6 millions d'années.
Elle possède deux compagnons recensés dans les catalogues d'étoiles doubles et multiples. Ce sont deux étoiles de treizième et douzième magnitudes qui, en date de 2015, étaient localisée à 45 et 88,9 secondes d'arc de 10 Draconis, respectivement. Elles apparaissent n'être que des doubles purement optiques.

## Propriétés
10 Draconis est une étoile géante rouge vieillissante de type spectral M3,5 III, qui est estimée avoir autour de 10 milliards d'années. C'est une variable périodique avec une fréquence de 11,989 12 cycles par jour et avec une amplitude de 0,0254 en magnitude. Dans le GCVS, elle est toutefois notée comme une variable irrégulière à longue période dont la magnitude apparente varie entre 4,52 et 4,67.
Le spectre de l'étoile ne montre pas de signes d'enrichissement en éléments issus du processus s. La masse de l'étoile vaut 93 % celle du Soleil mais son rayon s'est étendu de telle sorte qu'il vaut 83 fois le rayon solaire. Elle est plus de 1 000 fois plus lumineuse que le Soleil et sa température de surface est de 3 584 K.